# Amphiura tenuis
Amphiura tenuis är en ormstjärneart som först beskrevs av Hubert Lyman Clark 1938.  Amphiura tenuis ingår i släktet Amphiura och familjen trådormstjärnor. Inga underarter finns listade i Catalogue of Life.